# Johann Jakob Oechslin

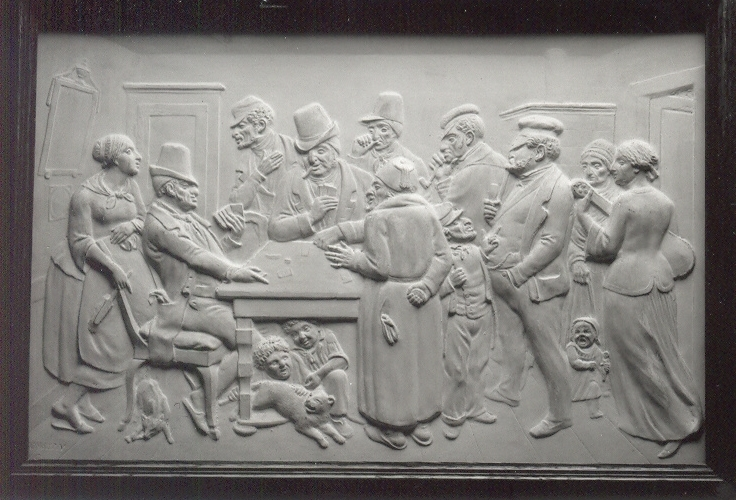
Die Juden von Gailingen von Oechslin, 1854. Flachrelief in weissem Gips, in der Sammlung des Jüdischen Museums der Schweiz

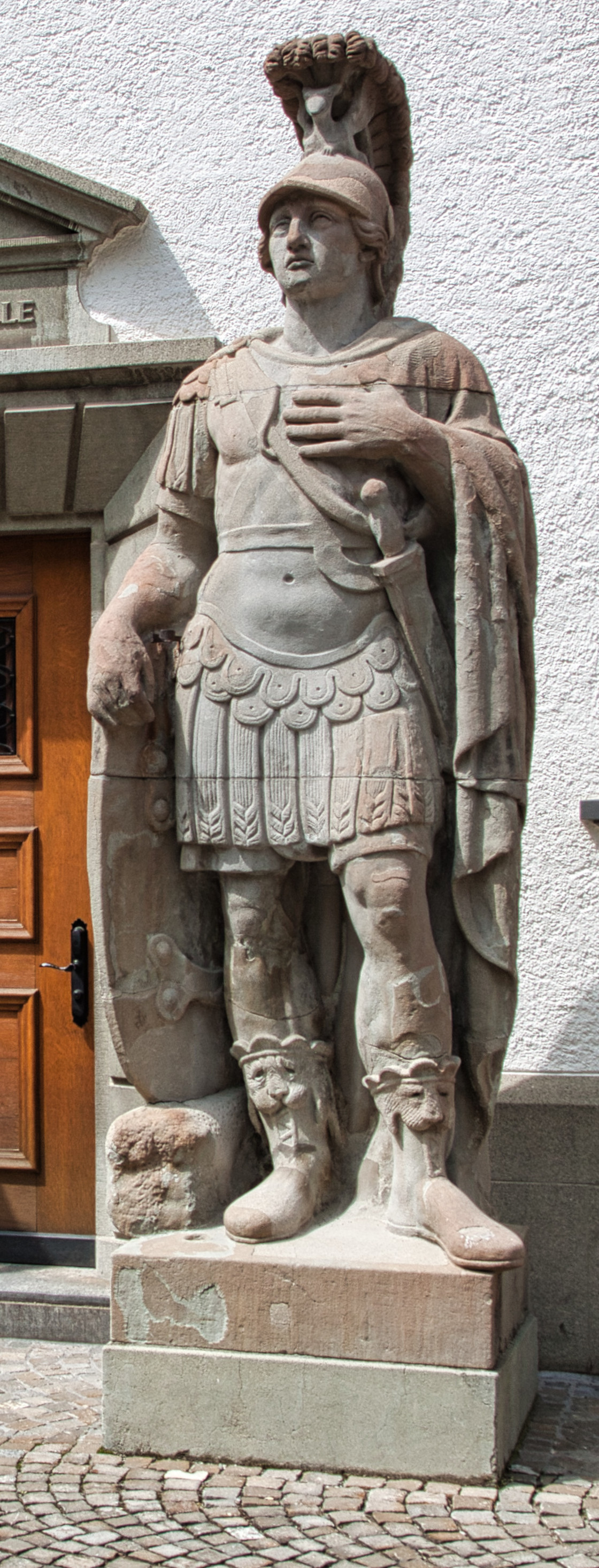
Mauritius von Oechslin im Klosterhof St. Gallen

Johann Jakob Oechslin (* 19. Februar 1802 in Schaffhausen; † 28. April 1873 in Schaffhausen) war ein Schweizer Bildhauer des Klassizismus.

## Leben und Werk
Johann Jakob Oechslin wurde als Sohn eines Schiffmeisters in Schaffhausen geboren. Nach einer Zeichenlehre war er von 1821 bis 1823 Schüler des Bildhauers Johann Heinrich Dannecker in Stuttgart. Von 1824 bis 1826 weilte er in Rom und arbeitete vermutlich bei Bertel Thorvaldsen. Von 1827 bis 1832 arbeitete er wieder in Stuttgart, danach kehrte er in seine Vaterstadt Schaffhausen zurück. 
Oechslin schuf im Jahr 1842 Heiligenstatuen für die Stiftskirche und im Jahr 1854 Evangelisten für die  St. Galler Laurenzen-Kirche. Seine Aufträge beschränkten sich auf Büsten und einige Statuen, bevor der klassizistische Architekt Melchior Berri ihn mit dem allegorischen Fries am Naturhistorische Museum Basel, seinem 1848 geschaffenen Hauptwerk, beauftragte. Oechslin schuf auch mehrere Denkmäler, so 1848 für Hans Georg Nägeli in Zürich und Johannes von Müller in Schaffhausen, 1862 für Conrad Gessner und Johann Georg Sulzer im Gymnasium Winterthur. Oechslin schuf auch als Maler und Zeichner Karikaturen. Zu seinen Schülern gehörte der Bildhauer Hans Baur.